# Богомольчик кримський
Богомол кримський (Ameles heldreichi taurica, у старій літературі — Ameles taurica) — підвид богомольчика Гельдрейха, його окрема популяція чи рідше окремий вид богомолів, поширений в Криму та на півдні України. Найдрібніший вид богомолів з фауни України. Самиця з вкороченими крилами, самець літає.

## Опис
Бурувато-сірі богомоли, тіло з дрібними темними рисочками і цяточками, розміром 22-27 мм. Самці тендітні, з добре розвиненими прозорими крилами з темними жилками, літають. Надкрила самця вкривають все черевце. Самиця більш міцної будови, надкрила вкорочені, вкривають лише 1-ше черевне кільце. Крила дуже короткі, з чорно-фіолетовою плямою. Боки передньоспинки самиць з чорними шипиками.
Як і в усіх видів роду:
- передньоспинка коротка, не довше передніх тазиків
- очі конічні, з горбиком на верхівці
- перший членик задньої лапки короткий.

Від номінативного підвиду Ameles heldreichi heldreichi відрізняється такими ознаками:
- черевце у самиці розширене на верхівці
- самиця менша в довжину від самця
- особливості будови задньої лапки
- особини дрібніші, очі більш заокруглені[3].

## Поширення
Відомий з Криму, Запорізької та Херсонської областей. У 1996—2006 роках вперше знайдений на степових ділянках Темрюцького району Краснодарського краю Росії.

## Таксономія
Описаний у 1903 році як окремий вид роду Parameles російським ентомологом Василем Яковлевим з Криму. Типовий матеріал, ймовірно, втрачений. Надалі назву зведено до синоніма Ameles heldreichi. Проте деякі систематики вважають цього богомола підвидом A. heldreichi.